# Srđan Andrić
Srđan Andrić (født 5. januar 1980 i Dubrovnik, Jugoslavien) er en kroatisk tidligere fodboldspiller (defensiv midtbane).
Andrić tilbragte størstedelen af sin karriere i hjemlandet, hvor han i alt spillede ti år for Hajduk Split. Han repræsenterede også græske Panathinaikos i tre år, inden han sluttede sin karriere af med et ophold i Abu Dhabi. Han spillede desuden to kampe for Kroatiens landshold, og scorede ét mål.